# Cràter d'impacte

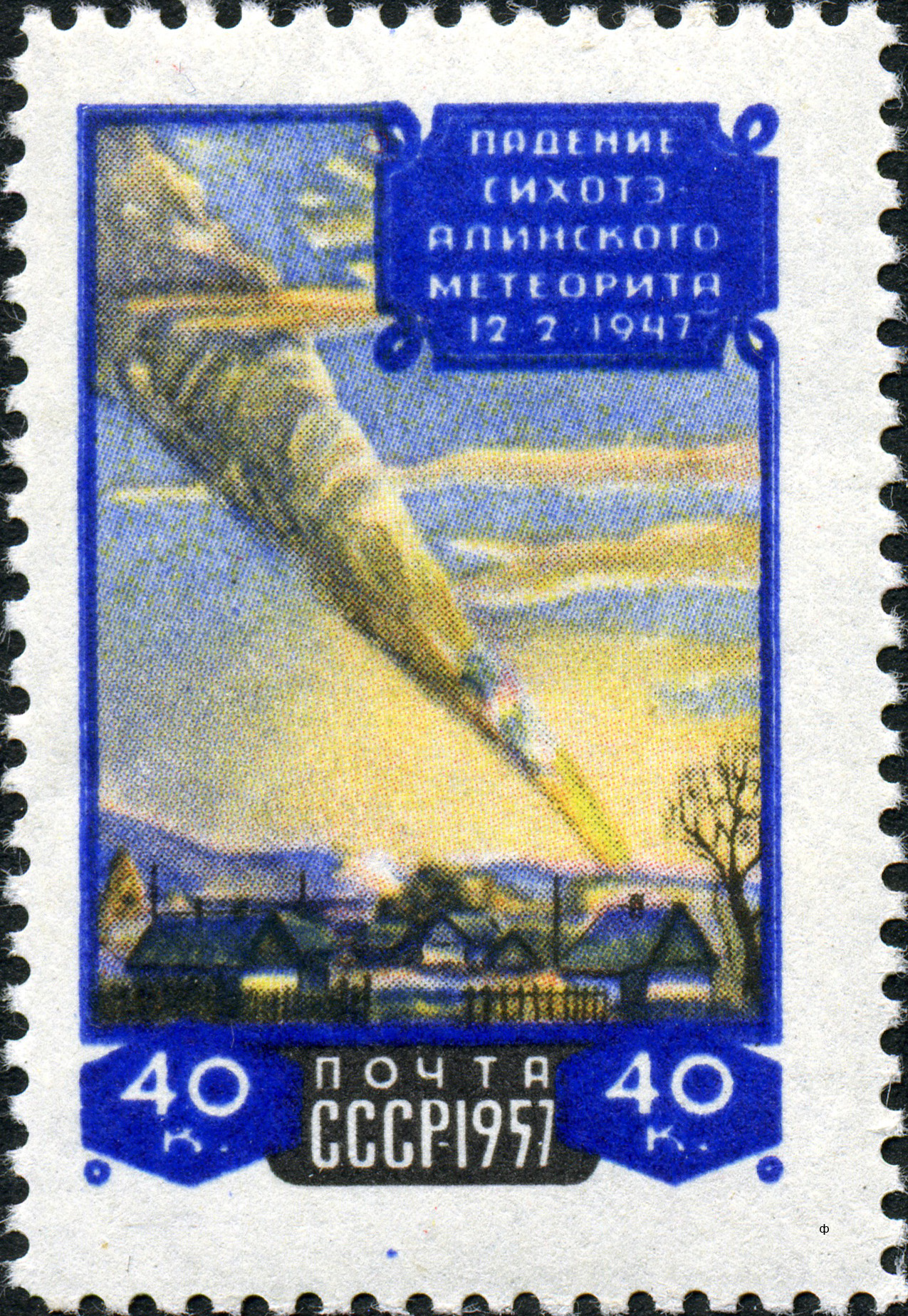
Segell soviètic de 1957 dedicat al desè aniversari de la caiguda del meteorit de Sikhoté-Alín, que va crear diversos cràters d'impacte (el més gran tenia 26 m de diàmetre i 6 m de profunditat)

Un cràter d'impacte és una depressió aproximadament circular a la superfície d'un planeta, satèl·lit o un altre cos sòlid del sistema solar (planeta nan, asteroide…), format per l'impacte hiperveloç d'un cos més petit (un meteorit, asteroide o cometa). Se sol utilitzar l'expressió llatina «crater» en la terminologia oficial els cràters d'impacte sobre cossos celestes diferents de la Terra, d'acord amb una convenció establerta per la Unió Astronòmica Internacional (UAI).
En contrast amb els cràters volcànics, que resulten d'una explosió o un col·lapse intern, els cràters d'impacte solen tenir vores i sòls més baixos que els terrenys circumdants. Encara que el cràter meteorític potser és l'exemple més conegut d'un petit cràter d'impacte a la Terra, els cràters d'impacte van des de depressions petites, simples i en forma de bol fins a conques d'impacte grans i complexes.
Els cràters d'impacte són les característiques geogràfiques dominants en molts objectes sòlids del Sistema Solar que inclouen la Lluna, Mercuri, Cal·listo, Ganimedes i moltes llunes més petites, i els asteroides. En altres planetes i satèl·lits que experimenten processos geològics de superfície més actius, com la Terra, Venus, Mart, Europa, Io i Tità, els cràters d'impacte visibles són menys freqüents, ja que s'erosionen, queden enterrats o són transformats per la tectònica amb el pas del temps. Quan aquests processos han destruït la major part de la topografia original del cràter, els termes «estructura d'impacte» o «astroblema» són utilitzats més habitualment.
En la literatura, abans que la importància dels cràters d'impacte fos àmpliament reconeguda, es van utilitzar sovint els termes «criptoexplosió» o «estructura criptovolcànica» per descriure el que ara es reconeix com a característiques relacionades amb els cràters d'impacte de la Terra.
Els cràters amb una superfície molt antiga, com els de Mercuri, la Lluna i els de les terres altes del sud de Mart, es van formar durant període del gran bombardeig tardà en el Sistema Solar interior, fa uns 3.900 milions d'anys. El nombre de cràters formats a la Terra ha sigut considerablement menor, però és apreciable (d'un a tres impactes prou grans per produir un cràter de 20 km de diàmetre aproximadament cada milió d'anys). El nombre de cràters que es formen en el Sistema Solar interior varia a conseqüència de col·lisions en el cinturó d'asteroides, que creen una família de fragments que sovint viatgen en cascada cap al Sistema Solar interior. Es pensa que la família d'asteroides Baptistina, formada en una col·lisió fa 160 milions d'anys, ha provocat un gran augment en el nombre d'impacte, potser causant l'impacte del Chicxulub que podria haver desencadenat l'extinció del Cretaci-Paleogen fa 66 milions d'anys. S'ha de tenir en compte que el nombre de cràters d'impacte en el Sistema Solar exterior pot ser diferent al del Sistema Solar intern.
Encara que els processos actius de la superfície terrestre destrueixen ràpidament els registres dels impactes, s'han identificat prop de 190 cràters d'impacte terrestres. Aquests varien de diàmetre d'unes poques desenes de metres fins a uns 300 km i tenen una antiguitat des de pocs anys (per exemple, la creació dels cràters de Sikhoté-Alín a Rússia van ser presenciats el 1947) fins a més de 2.000 milions d'anys, tot i que la majoria tenen menys de 500 milions d'anys d'antiguitat perquè els processos geològics solen destruir els cràters més antics. També es troben de manera selectiva a les regions interiors estables dels continents. S'han descobert pocs cràters submarins a causa de la dificultat d'estudiar el fons del mar, la velocitat de canvi del fons oceànic i la subducció del fons oceànic a l'interior de la Terra mitjançant processos de tectònica de plaques.
Els cràters d'impacte no s'han de confondre amb formacions semblants des de l'aire, com les calderes, cenotes, circs glacials, dics anul·lars, doms salins i altres.

## Història del seu estudi
Els cràters lunars han rebut diferents interpretacions al llarg dels segles: esculls de corall, anells de gel segons la doctrina del gel etern (Welteislehre) de Hans Hörbiger, ciclons, forats excavats pels selenites segons Johannes Kepler, volcanisme segons l'Astronomia popular de François Arago o Camille Flammarion.
El geòleg i empresari estatunidenc Daniel Moreau Barringer es va convèncer de l'existència de cràters d'impacte a la Terra el 1902, quan va ser el primer en identificar una estructura geològica de cràter d'impacte al descobrir en el Meteor Crater (Arizona) petits fragments de ferro que s'atribueixen a la caiguda d'un meteorit de ferro. Però la seva hipòtesi va ser poc acceptada per la comunitat científica, que, com el geòleg Walter Hermann Bucher, estava a favor de la hipòtesi de l'explosió volcànica.

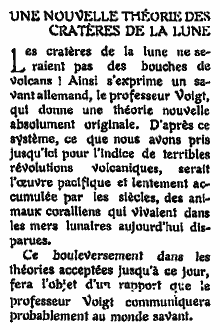
Article de 1905 sobre els cràters lunars
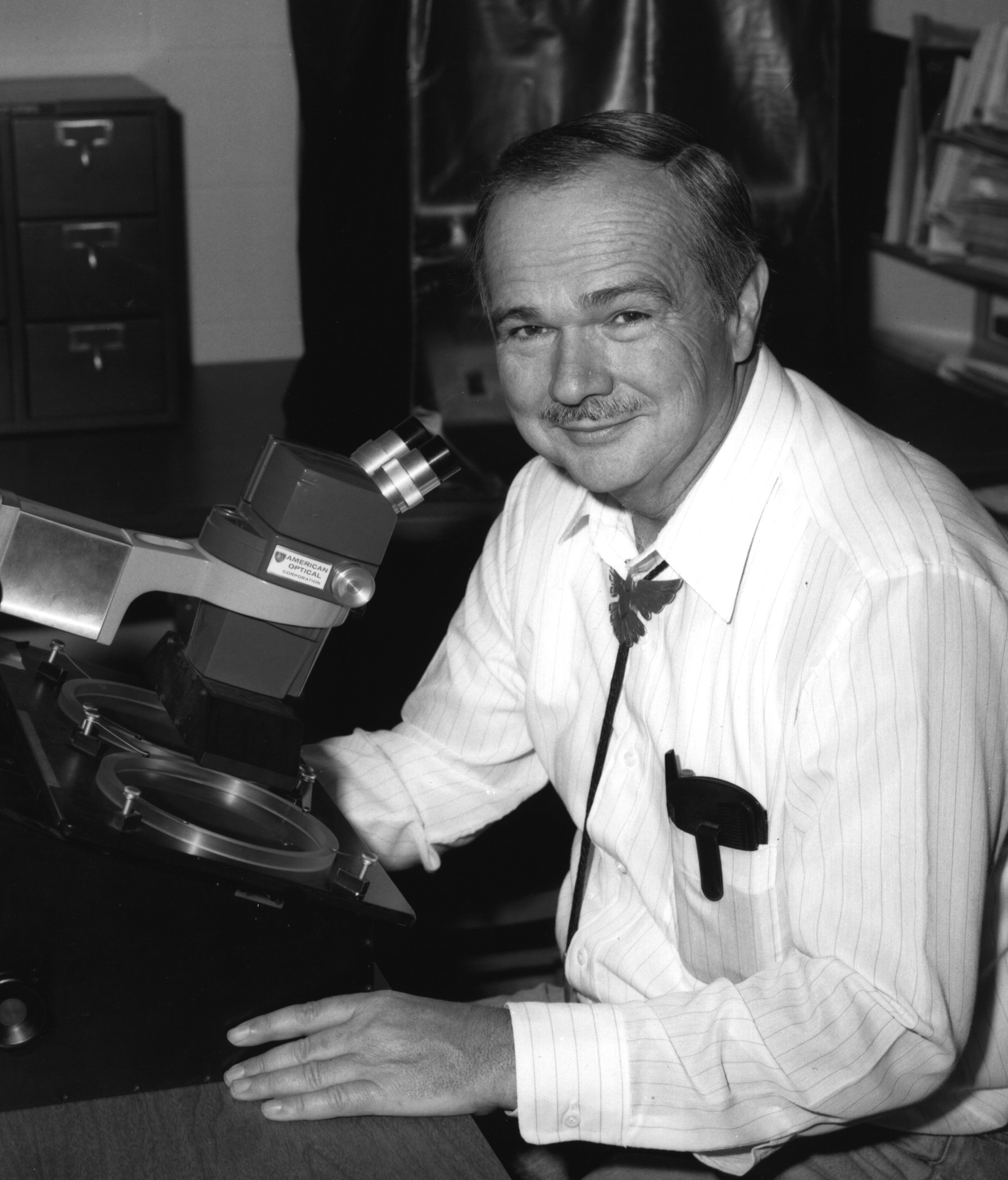
Eugene Shoemaker (1928-1997), pioner en la investigació dels cràter d'impacte, aquí amb un microscopi cristal·logràfic que s'utilitza per examinar els meteorits

L'assumpte va romandre subjecte a l'especulació fins als anys seixanta; al llarg dels anys, molts geòlegs (incloent Eugene M. Shoemaker, co-descobridor del cometa Shoemaker-Levy 9) van fer estudis detallats sobre els cràters, trobant proves clares d'haver estat creats per impactes, identificant els efectes del metamorfisme de xoc dels minerals, que només estan associats amb llocs d'un impacte, dels quals el més familiar és la coesita trobada a la superfície del Meteor Crater, que revela un fort impacte.

Amb un millor coneixement del quars d'impacte, Carlyle Smith Beals i els seus col·legues de l'Observatori Federal de Victoria (Canadà), i Wolf von Engelhardt de la Universitat de Tübingen (Alemanya), van començar des de la fi dels anys 1960 una recerca sistemàtica dels cràters d'impacte, i van identificar més de 50 en 1970. Encara que la seva investigació va ser controvertida, el programa Apollo va proporcionar evidències de suport al revelar l'alta taxa de craterització de la Lluna, el que suggereix que la Terra també va rebre el Gran bombardeig tardà, però que l'erosió ha eliminat la majoria dels seus cràters d'impacte.

## La formació dels cràters d'impacte
El cràter d'impacte implica col·lisions d'alta velocitat entre objectes sòlids, generalment molt més grans que la velocitat del so en aquests objectes. Aquests impactes d'alta velocitat produeixen efectes físics com la fusió i la vaporització que no ocorren en la família de col·lisions sub-sòniques. A la Terra, ignorant els efectes de desacceleració del recorregut per l'atmosfera, la velocitat d'impacte més baixa d'un objecte que prové de l'espai és igual a la velocitat d'escapament gravitacional (uns 11 km/s). Els impactes més ràpids es produeixen a uns 72 km/s en l'escenari del «pitjor cas», en què un objecte en una òrbita quasi parabòlica retrògrada colpeja a la Terra. La velocitat mitjana d'impacte a la Terra és d'uns 20 km/s.
No obstant això, els efectes de desacceleració durant el recorregut per l'atmosfera disminueixen ràpidament qualsevol objecte impactant potencial, especialment en els de menys de 12 km, on el 90% de la massa es queda a l'atmosfera terrestre. Els meteorits de fins a 7.000 kg perden tota la seva velocitat còsmica a causa del fregament atmosfèric a certa altitud (punt de retard) i comencen a accelerar de nou a causa de la gravetat de la Terra fins que el cos arriba a la seva velocitat terminal de 0,09 a 0,16 km/s. Com més gran sigui el meteoroide (és a dir asteroides i cometes), més conserva la seva velocitat còsmica inicial. Mentre un objecte de 9.000 kg manté al voltant del 6% de la seva velocitat original, un de 900.000 kg ja conserva al voltant del 70%. Els cossos extremadament grans (unes 100.000 tones) no es veuen desaccelerats per l'atmosfera i tenen un impacte amb la seva velocitat còmica inicial si no es produeix una desintegració prèvia.
Els impactes a aquestes altes velocitats produeixen ones de xoc en materials sòlids, i tant l'impactador com el material impactat es comprimeixen ràpidament a alta densitat. Després de la compressió inicial, la regió d'alta densitat, sobrecomprimida, depressura ràpidament, explotant violentament, per posar en marxa la seqüència d'esdeveniments que produeixen el cràter d'impacte. La formació d'un cràter d'impacte és, per tant, més propera a la del cràter per grans explosius que per desplaçament mecànic. De fet, la densitat d'energia d'algun material implicat en la formació de cràters d'impacte és moltes vegades superior a la que generen els grans explosius. Atès que els cràters són causats per explosions, gairebé sempre són circulars, només els impactes d'angle baix causen cràters significativament el·líptics.
Això descriu els impactes sobre superfícies sòlides. Els impactes sobre superfícies poroses, com la d'Hiperió, poden produir una compressió interna sense ejeccions, creant un forat a la superfície sense formar cràters. Això pot explicar l'aparença d'«esponja» d'aquesta lluna.
És convenient dividir conceptualment el procés d'impacte en tres etapes diferents:
- contacte i compressió,
- excavació,
- modificació i col·lapse.

A la pràctica, hi ha una superposició entre els tres processos, per exemple, amb l'excavació del cràter que continua en algunes regions, mentre que la modificació i el col·lapse ja estan en marxa en altres.

### Contacte i compressió
Els cràters són menys nombrosos en els planetes que tenen un embolcall gasós. La fricció amb l'atmosfera frena bruscament als meteorits i aquests pateixen un escalfament molt intens. La seva temperatura arriba a milers de graus i pot donar lloc a tres fenòmens diferents segons siguin la composició, la massa, la velocitat, la direcció i la forma del meteorit. Es pot produir: 
- volatilització a gran altura (cau llavors lentament a terra un polsim meteorític);
- desintegració prop del sòl, deguda a l'enorme diferència de temperatura entre l'interior i l'exterior del meteorit (en aquest cas els fragments majors projectats en la direcció del sòl es comporten en el terreny com si fossin altres tants meteorits primaris);
- desgast considerable durant la travessia de l'atmosfera (ablació). En aquest cas pot arribar a terra una mena bloc homogeni, que si mesura diversos metres produeix la desintegració explosiva ja assenyalada.

Així, la presència d'atmosfera té com a conseqüència la reducció del nombre i les dimensions dels meteorits que arriben a terra.

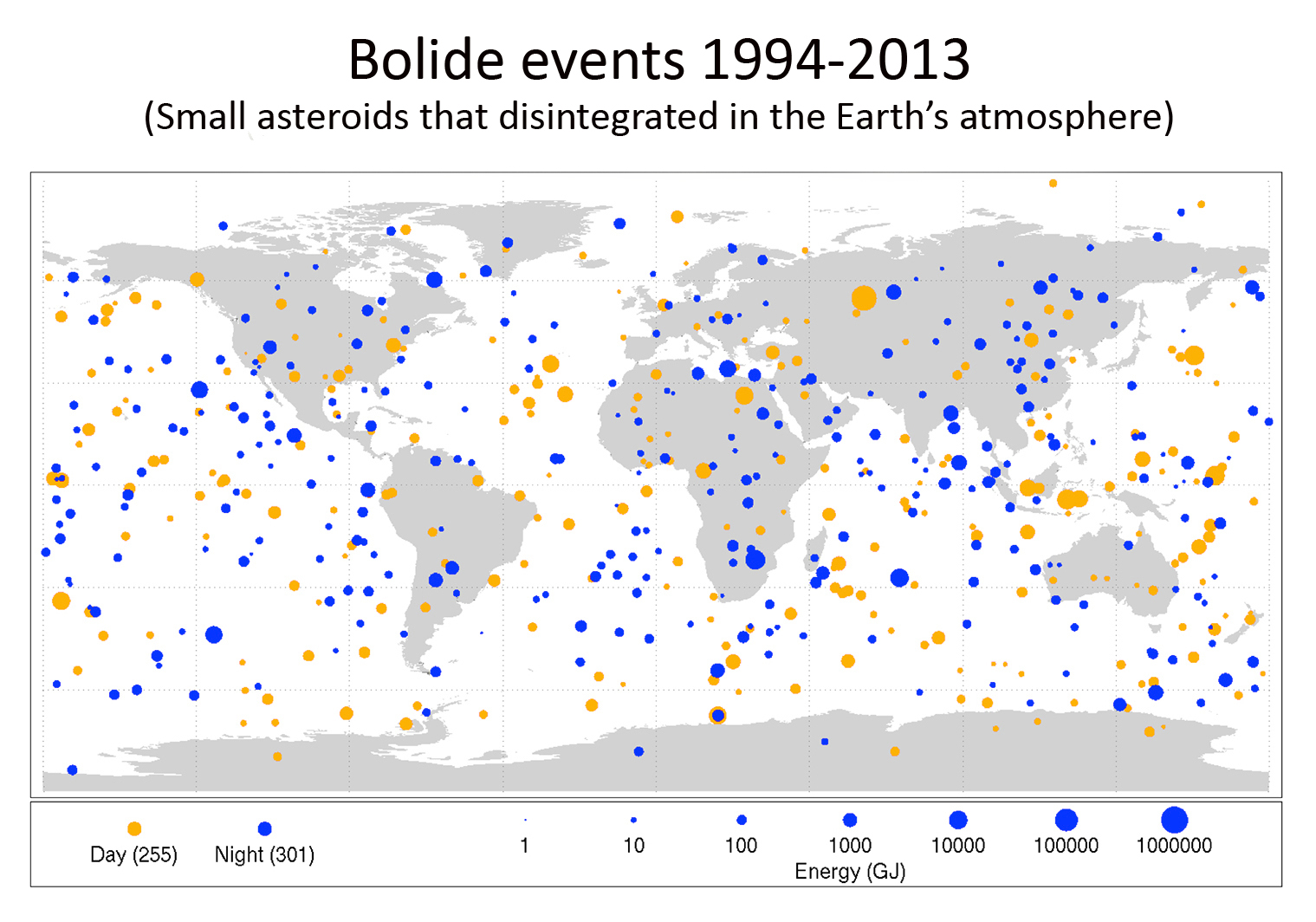
Freqüència de petits asteroides d'aproximadament 1 a 20 metres de diàmetre que afecten l'atmosfera de la Terra

En absència d'atmosfera, el procés d'impacte comença quan l'objecte impactador toca la superfície de l'objectiu. Aquest contacte accelera l'objectiu i disminueix la velocitat de l'impactador. Com que l'impactador es mou molt ràpidament, la part posterior de l'objecte es mou una distància significativa durant un temps breu però finit degut a la desacceleració, per a propagar-se a través de l'impactador. Com a resultat, l'impactador es comprimeix, la seva densitat augmenta, i la pressió dins d'ell augmenta de forma espectacular. Les pressions màximes en grans impactes superen 1 TPa per aconseguir valors més habituals que es troben en l'interior dels planetes, o generats artificialment en explosions nuclears.
En termes físics, s'origina des del punt de contacte una ona de xoc. A mesura que s'expandeix aquesta ona de xoc, disminueix i comprimeix l'impactador i accelera i comprimeix l'objectiu. Els nivells de pressió dins de l'ona de xoc superen amb escreix la força dels materials sòlids; en conseqüència, tant l'impactador com l'objectiu proper al lloc d'impacte es veuen irreversiblement danyats. Molts minerals cristal·lins poden transformar-se en fases de major densitat per les ones de xoc; per exemple, el quars mineral comú pot transformar-se en formes de major pressió formades per coesita i stishovita. Es produeixen molts altres canvis relacionats amb l'impacte tant a l'impactador com a l'objectiu a mesura que passa l'ona de xoc, i alguns d'aquests canvis es poden utilitzar com a eines de diagnòstic per determinar si es van produir característiques geològiques particulars per impacte.
A mesura que l'ona de xoc disminueix, la regió impactada es descomprimeix fins a pressions i densitats més habituals. El dany produït per l'ona de xoc augmenta la temperatura del material. En tots els impactes més petits, però, aquest augment de temperatura és suficient per fondre l'impactador, i en impactes més grans per vaporitzar la major part d'ell i per fondre grans volums de l'objectiu. A més de ser escalfat, l'objectiu prop de l'impacte s'accelera amb l'ona de xoc i continua allunyant-se de l'impacte darrere de l'ona de xoc en decadència.

### Excavació
El contacte, la compressió, la descompressió i el pas de l'ona de xoc es produeixen al cap d'unes quantes dècimes de segon després d'un gran impacte. La posterior excavació del cràter es produeix més lentament, i durant aquesta etapa el flux de material és en gran part subsònic. Durant l'excavació, el cràter creix a mesura que el material accelerat de l'objectiu s'allunya del punt d'impacte. El moviment de l'objectiu és inicialment cap avall i cap a fora, però aviat canvia cap a l'exterior i cap a fora. El flux produeix inicialment una cavitat aproximadament hemisfèrica que continua creixent, produint eventualment un cràter paraboloide (en forma de bol) en el qual el centre és empès cap avall i s'expulsa un volum significatiu de material (ejeccions) i topogràficament s'eleva la vora del cràter. Quan aquesta cavitat ha arribat a la seva mida màxima, s'anomena «cavitat transitòria».

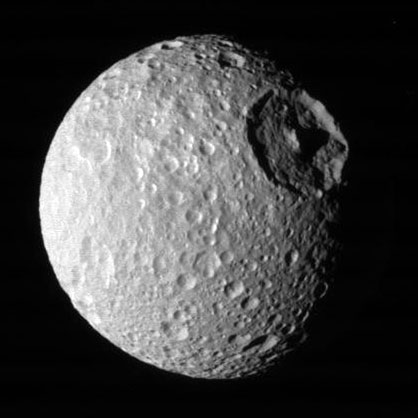
Cràter Herschel a Mimas, lluna de Saturn

La profunditat de la cavitat transitòria és normalment d'un quart a un terç del seu diàmetre. L'ejecció expulsada del cràter no inclou el material excavat des de la profunditat de la cavitat transitòria; normalment la profunditat d'excavació màxima és només d'un terç de la profunditat total. Com a resultat, aproximadament un terç del volum del cràter transitori està format per l'expulsió del material, i els dos terços restants es formen mitjançant el desplaçament del material cap avall, cap a fora i cap amunt, per formar la vora elevada. Per als impactes en materials altament porosos, un volum important del cràter també pot estar format per la compactació permanent de l'espai dels porus. Aquests «cràters de compactació» poden ser importants en molts asteroides, cometes i llunes petites.
En grans impactes, a més dels materials desplaçats i expulsats per formar el cràter, es poden esmorteir volums significatius de material de l'objectiu juntament amb l'impactador original. Alguns d'aquest impactes poden expulsar la roca fosca, però la major part es troba dins del cràter transitori, inicialment formant una capa d'impacte capaç de fondre l'interior de la cavitat transitòria. Hi ha hagut casos, quan la massa de l'impactador ha sigut molt gran, en els quals la lava procedent de l'interior irromp en l'excavació i forma un llac que, al solidificar-se, confereix al cràter un fons pla. Per raó de la seva forma, els cràters d'aquest tipus es denominen circs.
Per contra, el material vaporitzat dens i calent s'expandeix ràpidament per la cavitat creixent, portant algun material sòlid i fos en el seu interior tal com ho fa. A mesura que s'expandeix aquest núvol de vapor calent, s'eleva i es refreda formant un núvol molt semblant als «bolets» típics generat per grans explosions nuclears. En grans impactes, el núvol de vapor en expansió es pot elevar a moltes vegades l'alçada de l'atmosfera, expandint-se eficaçment cap a l'espai lliure.
La major part del material expulsat del cràter es diposita dins d'uns pocs radis del cràter, però una petita fracció pot recórrer grans distàncies a alta velocitat i, en grans impactes, pot sobrepassar la velocitat d'escapament i abandonar completament l'objecte impactat. La major part del material més ràpid s'expulsa de prop del centre d'impacte, i el material més lent s'expulsa a prop de la vora a velocitats baixes per formar bolcat coherent de solapa d'ejeccions immediatament fora de la vora. A mesura que les ejeccions escapen del cràter creixent, forma una cortina en expansió en forma de con invertit. La trajectòria de les partícules individuals dins de la cortina es considera bàsicament balística.
Els volums petits de material no fos i relativament poc impactat poden espal·lar-se a velocitats relatives molt altes des de la superfície del blanc i des de la part posterior de l'impactador. L'espal·lació proporciona un mecanisme potencial pel qual el material es pot expulsar a l'espai interplanetari en bona part intacte i, per tant, els petits volums de l'impactador poden conservar-se intactes fins i tot en grans impactes. També es poden generar dolls de petits volums de material d'alta velocitat a principis de l'impacte. Això passa quan dues superfícies convergeixen ràpidament i obliquament en un angle reduït i el material altament sorprès a alta temperatura s'expulsa de la zona de convergència amb velocitats que poden ser diverses vegades més grans que la velocitat d'impacte.

### Modificació i col·lapse
En la majoria de les circumstàncies, la cavitat transitòria no és estable i s'enfonsa sota la gravetat. En els petits cràters a la Terra de menys de 4 km de diàmetre hi ha algun col·lapse limitat de la vora del cràter acoblat amb escombraries que llisquen cap avall de les parets del cràter i el material fos de l'impacte que es drena cap a la cavitat més profunda. L'estructura resultant es diu «cràter simple», i manté la forma de bol i superficialment és similar al cràter transitori. En els cràters simples, la cavitat original d'excavació se superposa per lents de bretxa col·lapsa, ejeccions i roca fosa, i una part del pis del cràter central pot ser de vegades plana.

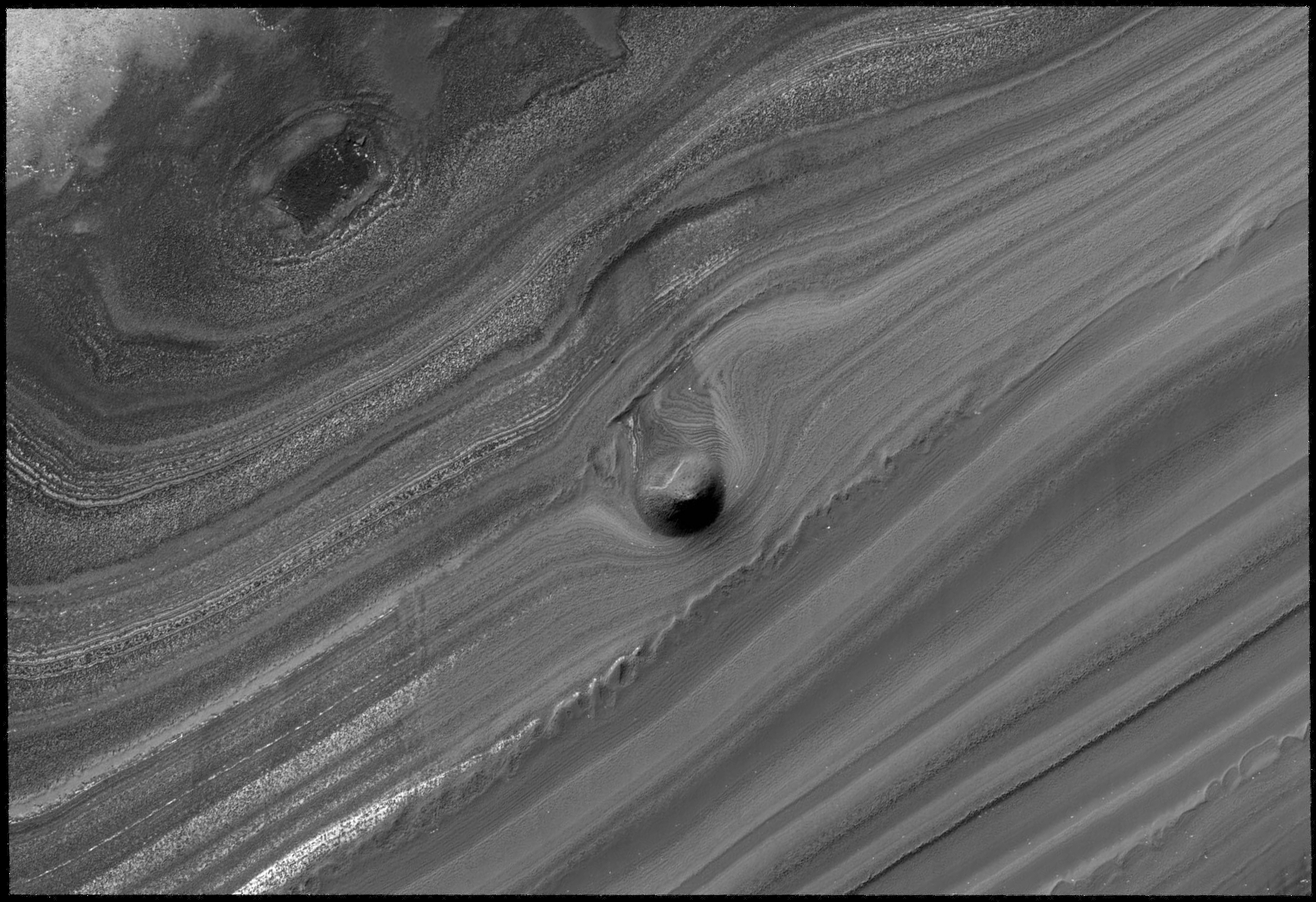
Els fenòmens meteorològics poden canviar dràsticament l'aspecte d'un cràter. Aquest monticle en el pol nord de Mart és el resultat d'un cràter d'impacte que va ser enterrat pel sediment i posteriorment desenterrat per l'erosió
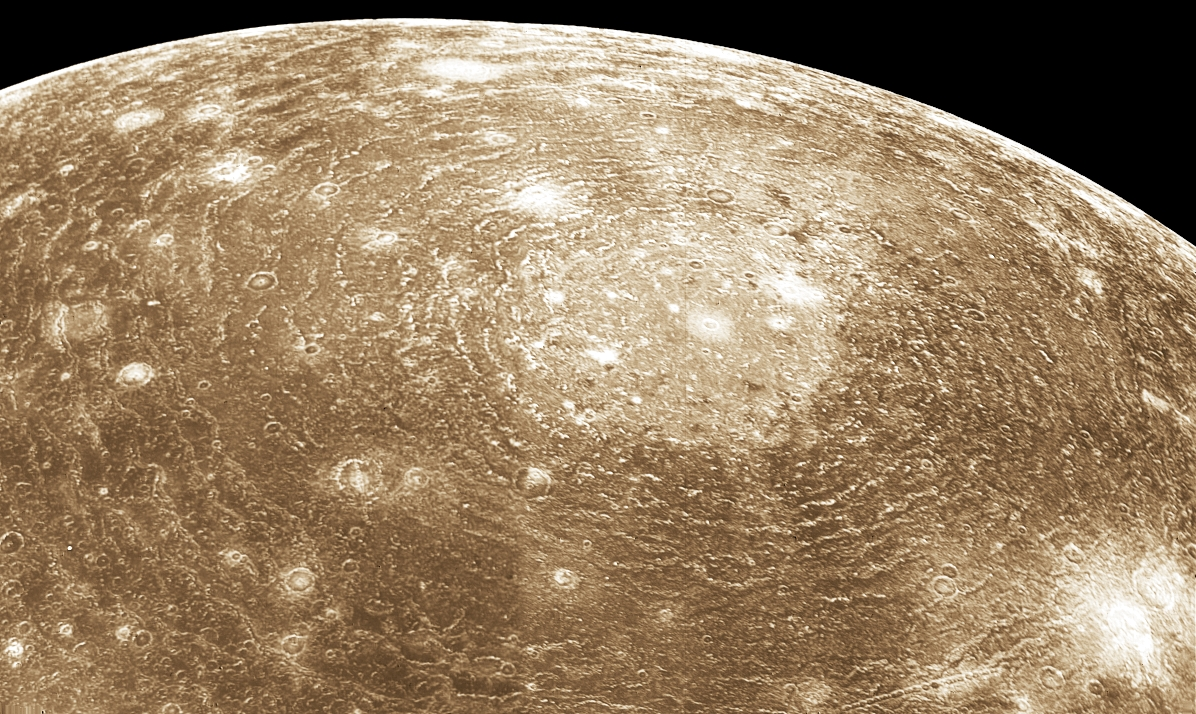
Conca d'impacte mult-anul·lar de Valhalla, a Cal·listo (lluna de Júpiter)

Per sobre d'una determinada grandària, que varia amb la gravetat planetària, el col·lapse i la modificació de la cavitat transitòria, els cràters són molt més extens i l'estructura resultant es coneix com a «cràter complex». El col·lapse de la cavitat transitòria és impulsat per la gravetat, i implica tant l'elevació de la regió central com el col·lapse de la vora interior. L'elevació central és el resultat del rebot elàstic, que és un procés en què un material amb força elàstica intenta tornar a la seva geometria original; més aviat, el col·lapse és un procés en el qual un material amb poca o cap força intenta tornar a un estat d'equilibri gravitacional. Els cràters complexos tenen centres elevats, i tenen un sòl típic de planta plana i de parets en forma de terrassa.
Amb mides més grans, pot aparèixer un o més anells exteriors o interiors, i l'estructura es pot anomenar «conca d'impacte» en lloc d'un cràter d'impacte. La morfologia del cràter complex en els planetes rocosos sembla seguir una seqüència regular amb una dimensió creixent: els cràters complexos petits amb un pic topogràfic central es diuen «cràters de pics centrals», per exemple Tycho; els cràters de grandària mitjana en què el pic central és reemplaçat per un anell de cims s'anomenen «cràters de pic anul·lar», per exemple Schrödinger; i els cràters més grans que contenen múltiples anells topogràfics concèntrics es diuen «conques multi-anul·lars», per exemple Orientale.
En els cossos gelats (a diferència dels rocosos), apareixen altres formes morfològiques que poden tenir pous centrals en lloc de pics centrals, i que en mides més grans poden contenir molts anells concèntrics. Valhalla, de Cal·listo, és un exemple d'aquest tipus.

## Importància econòmica dels cràters d'impacte
Els cràters d'impacte en la Terra han donat lloc a minerals útils. Alguns dels minerals produïts a partir d'efectes relacionats amb l'impacte amb la Terra inclouen minerals de ferro, urani, or, coure i níquel. S'estima que el valor dels materials extrets de les estructures d'impacte és de 5 mil milions de dòlars estatunidencs/any només per a Amèrica del Nord.

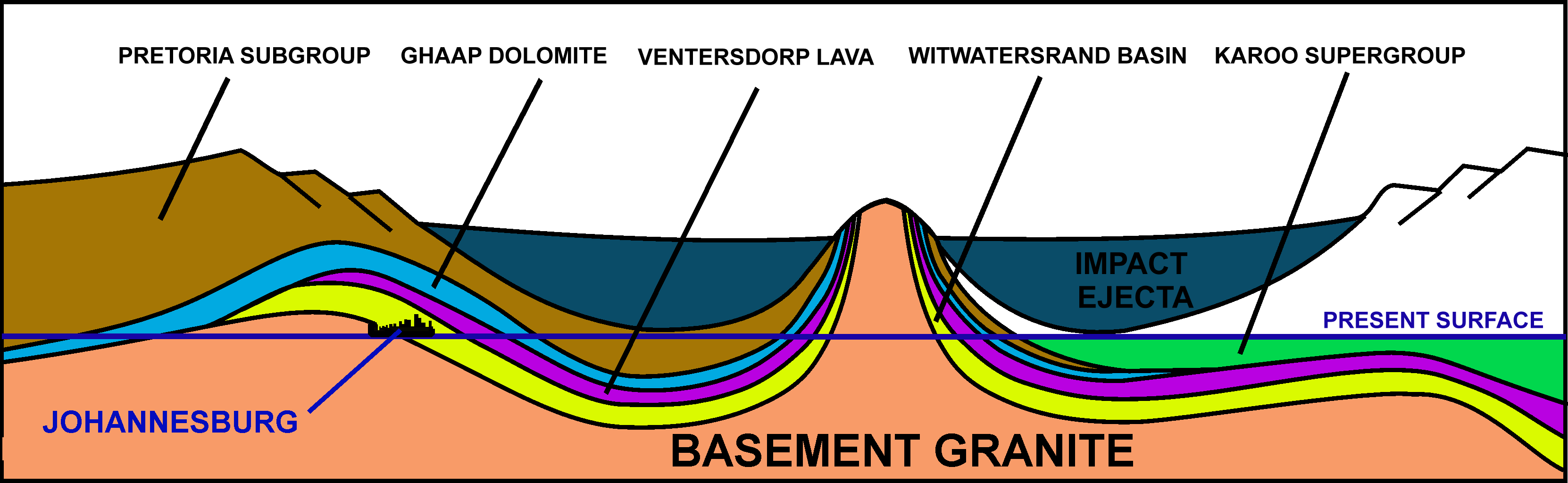
Un diagrama esquemàtic d'una secció transversal de NE (esquerra) a SW (dreta) a través del cràter d'impacte de Vredefort de 2020 milions d'anys i com va distorsionar les estructures geològiques contemporànies. Es mostra el nivell d'erosió actual. Johannesburg es troba on la conca de Witwatersrand (la capa groga) s'exposa a la línia de superfície actual, just a l'interior de la vora del cràter, a l'esquerra. No és a escala.

L'eventual utilitat dels cràters d'impacte depèn de diversos factors, especialment la naturalesa dels materials que es van veure afectats i quan els materials es van veure afectats: 
- En alguns casos els dipòsits ja estaven al seu lloc i l'impacte els va portar a la superfície. Aquests s'anomenen «dipòsits econòmics progenètics».
- Altres es van crear durant l'impacte real i la gran energia implicada va causar la fusió. Els minerals útils formats com a resultat d'aquesta energia es classifiquen com a «dipòsits singenètics».
- El tercer tipus, anomenat «dipòsits epigenètics», es deu a la creació d'una conca de l'impacte.

Molts dels minerals que les nostres vides modernes en depenen estan associats amb impactes en el passat. El dom de Vredefort, situat al centre de la conca de Witwatersrand, és el camp d'or més gran del món que ha subministrat aproximadament el 40% de tot l'or que s'ha extret en tot el món, és una estructura d'impacte. L'asteroide que va impactar la regió tenia entre 10 i 15 km de diàmetre.
La conca de Sudbury va ser causada per un cos impactant d'entre 10 i 15 km de diàmetre. Aquesta conca és famosa pels seus dipòsits de níquel, coure i elements del grup del platí. L'impacte va produir el cràter de Carswell a Saskatchewan (Canadà), que conté dipòsits d'urani.
Els hidrocarburs són comuns en les estructures d'impacte. El 50% de les estructures d'impacte d'Amèrica del Nord contenen camps de petroli i de gas en les conques sedimentàries.

## Identificació dels cràters d'impacte
Els cràters volcànics no explosius solen distingir-se dels cràters d'impacte per la seva forma irregular i l'associació de fluxos volcànics i altres materials volcànics. Els cràters d'impacte també produeixen roques foses, però normalment en volums més petits amb característiques diferents.
La marca distintiva d'un cràter d'impacte és la presència de roques que han sofert efectes del metamorfisme de xoc, com ara cons fracturats, roques foses i deformacions de cristalls. El problema és que aquests materials solen estar profundament enterrats, almenys en els cràters simples. Tanmateix, tendeixen a ser revelats en el centre elevat d'un cràter complex.
Els efectes distintius produïts pel metamorfisme de xoc en els impactes permeten identificar els llocs d'impacte de forma diferent. Aquests efectes del metamorfisme de xoc poden incloure:
- Una capa de roca fracturada o de bretxes sota el terra del cràter. Aquesta capa s'anomena «lent de bretxa».[28]
- Cons fracturats, que són impressions en roques en forma de con.[29] Aquests cons es formen amb més facilitat en roques de gra fi.
- Tipus de roques d'alta temperatura, incloent-hi blocs de sorra laminats i soldats, esferulites i tectites, o salpicadures de roca fosa. Les tectites originades per l'impacte han estat qüestionades per alguns investigadors; s'han observat algunes característiques volcàniques en tectites no trobades en impactes. Les tectites també són més seques (contenen menys aigua) que les típiques roques formades per l'impacte. Tot i que les roques foses per l'impacte s'assemblen a les roques volcàniques, incorporen fragments de roca de fons, formen camps grans i ininterromputs, i tenen una composició química molt més mixta que els materials volcànics allunyats de la Terra. També poden tenir quantitats relativament grans d'elements traça associats amb meteorits, com el níquel, el platí, l'iridi i el cobalt. La literatura científica ha informat que algunes característiques de «xoc», com petits cons fracturats que solen associar-se només amb esdeveniments d'impacte, també s'han trobat en les ejeccions volcàniques terrestre.[30]
- Deformacions de minerals per pressió microscòpica.[31] Aquests inclouen patrons de fractura en cristalls de quars i feldespat, i la formació de materials d'alta pressió com el diamant, derivats del grafit i altres compostos de carboni, o stishovita i coesita, varietats de quars d'impacte.
- Els cràters enterrats, com el cràter Decorah, es poden identificar a través de la imatge aèria de resistivitat electromagnètica i la gravimetria.[32]

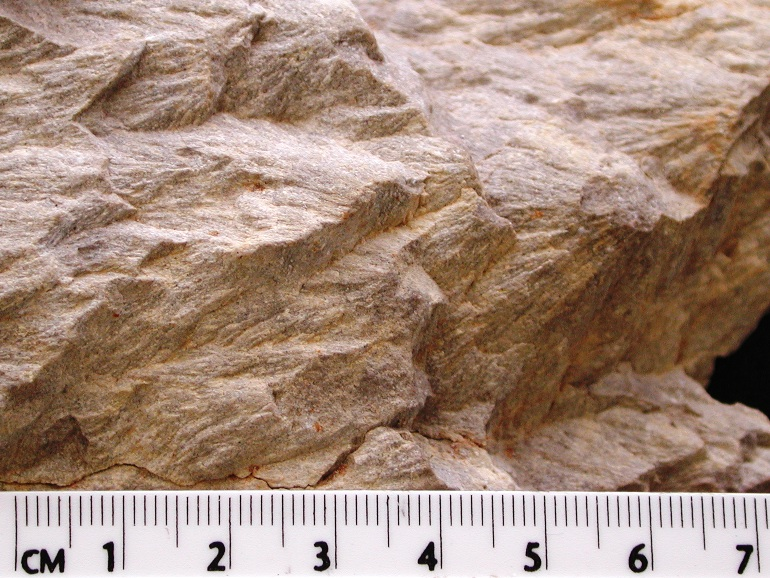
Cràter de Wells Creek a Tennessee, Estats Units. Un primer pla dels cons fracturats desenvolupats en dolomita de gra fi
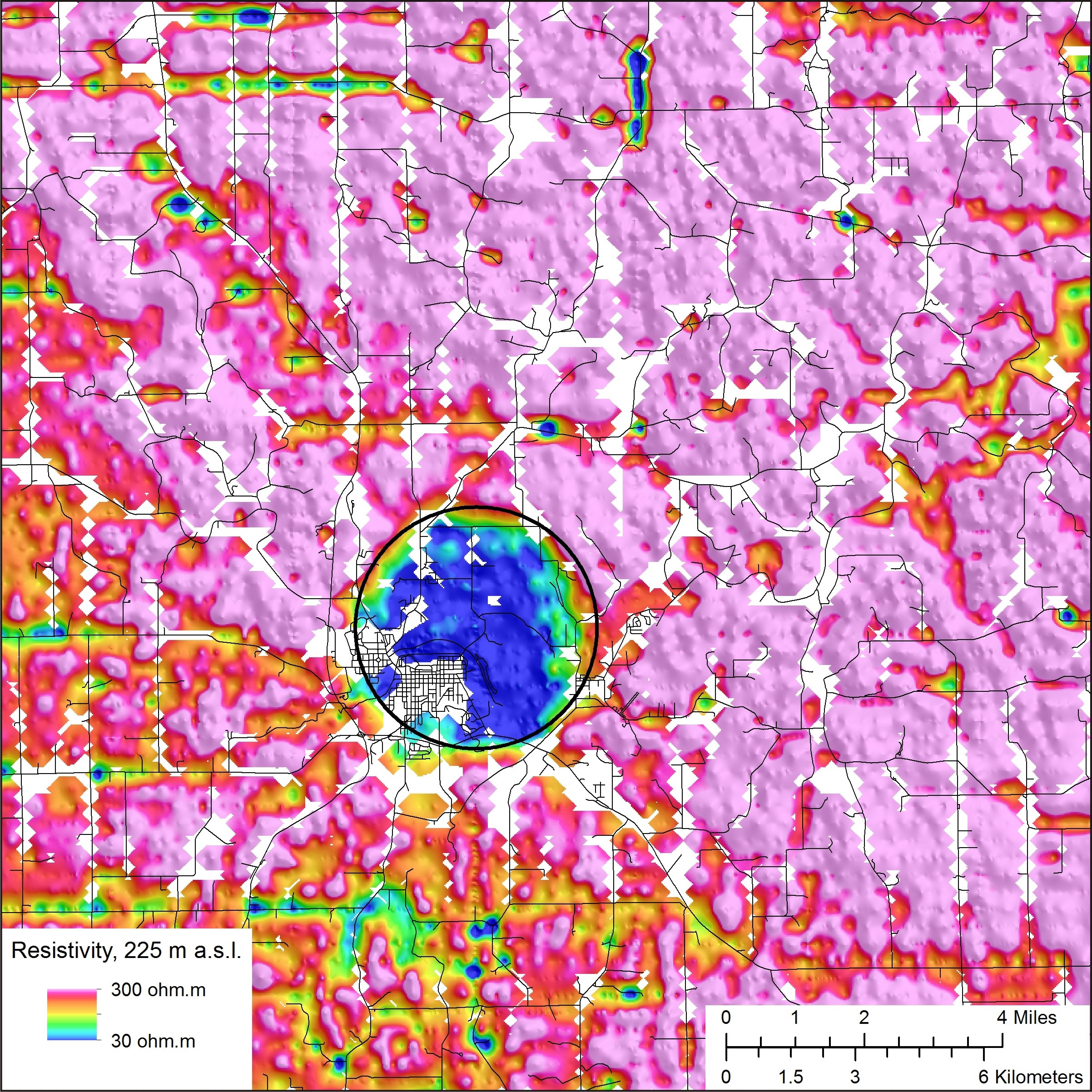
Mapa aeri de resistivitat electromagnètica del cràter Decorah (USGS)

## Dimensions associades als cràters d'impacte
Per evitar confusions en la terminologia, un grup d'experts es va reunir el 2004 i va publicar una «definició oficial» de les principals dimensions associades als cràters d'impacte.

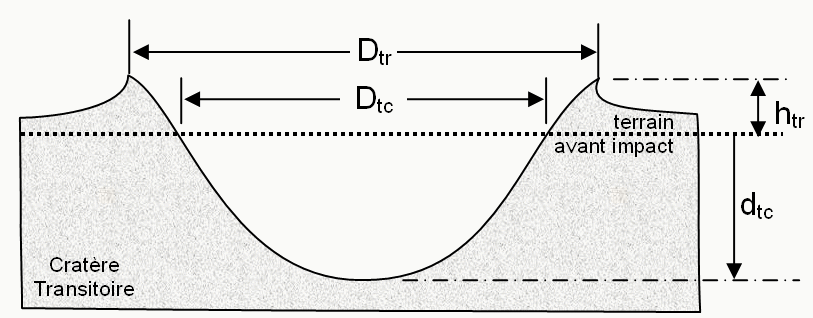
Dimensions associades al cràter transitori
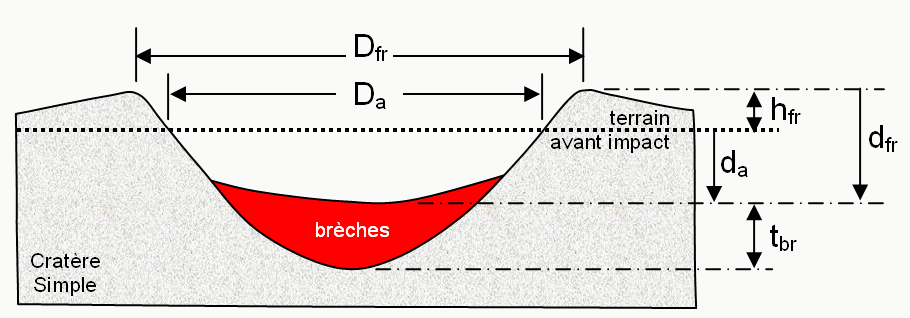
Dimensions associades al cràter simple
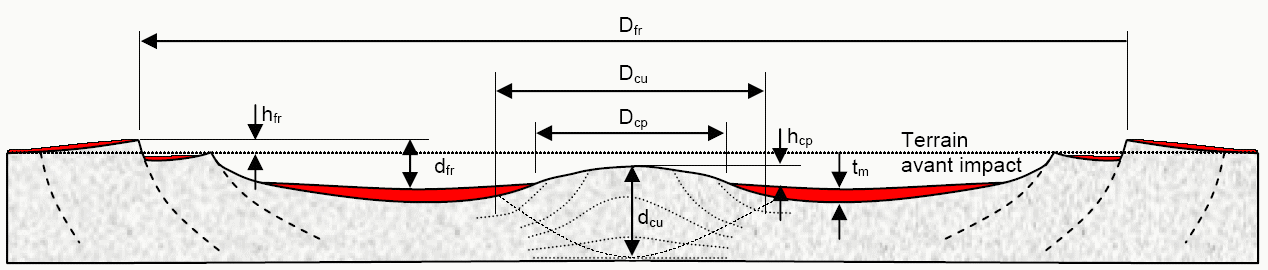
Dimensions associades al cràter complex

### Els diàmetres
Dtc = diàmetre del cràter transitori.
- El cràter transitori té una forma intermèdia entre un hemisferi i un paraboloide de revolució. El diàmetre es mesura teòricament entre la intersecció de les vores del forat amb la superfície del sòl abans de l'impacte. Per tant, s'ignora l'elevació del sòl al voltant del cràter.

Dsc = diàmetre transitori simple / complex.
- Si el diàmetre final Dfr és menor que Dsc, el cràter és senzill, en cas contrari és complex. El valor de Dsc varia d'un planeta a un altre i també varia segons la naturalesa del terreny de l'objectiu impactat.[34]

Dtr = diàmetre del cràter transitori de cresta a cresta.
- Aquí el diàmetre es mesura en la cresta de la vora del cràter. Aquest no és el diàmetre de referència per mesurar el cràter transitori (es fa servir el Dtc). Rarament s'utilitza aquesta mesura.

Dfr = diàmetre final de cresta a cresta.
- Per a un cràter simple, és el diàmetre que es pren a la part superior de les pendents de la vora del cràter (després que el cràter s'hagi estabilitzat però abans de l'acció de l'erosió)
- Per a un cràter complex, és el diàmetre entre les vores (rim) més allunyades del centre.

Da = diàmetre aparent
- Diàmetre del cràter mesurat en el pla del sòl abans de l'impacte. És complicat de mesurar i, sovint, molt imprecís en el cas dels cràters erosionats degut a l'abast dels efectes de l'impacte visibles sobre el terreny (bretxes, cataclàsies), el subsòl (falles, cristalls copsats, pseudotaquílits, immersió de les capes, etc.) o altres (microgravimetria, micromagnetografia, etc.), i finalment l'erosió del terreny.

Dcp = diàmetre del pic central
- Es mesura en el punt on el cim sobresurt de la part inferior del cràter. Aquesta magnitud és molt aleatòria, perquè és difícil saber amb exactitud quan es produeix aquesta transició, especialment en cràters erosionats.

Dcu = diàmetre de l'aixecament central
- Es mesura al nivell en què els efectes de l'aixecament deixen de ser notables. De nou, aquesta dimensió és molt difícil de mesurar a causa de la gran profunditat d'aquest nivell (diversos quilòmetres). Tanmateix, aquesta és l'única mesura possible quan l'erosió ha erradicat completament el cim central i aquesta elevació és de vegades l'únic rastre visible d'un impacte.

### Profunditat, altura i gruix
Encara no hi ha cap terminologia ben establerta per descriure aquestes magnituds sense equivocacions.

### Algunes fórmules per als impactes terrestres
Un dels criteris bàsics per determinar la forma d'un cràter és el seu diàmetre transitori.
Una vegada coneguts els paràmetres de l'impactador i de l'objectiu, existeixen diverses teories que permeten calcular el cràter transitori generat per l'impacte. Seria ambiciós elaborar una llista exhaustiva. Aquestes fórmules parteixen de les recomanacions de l'Earth Impact Effects Program Arxivat 2010-05-05 a Wayback Machine..

#### Dades i unitats
En aquestes fórmules, els termes es defineixen de la manera següent:
- {\displaystyle D_{sc}\,} : diàmetre transitori de transició entre cràters simples i complexos, que en la Terra és igual a:[34]
  - 3.200 m quan es desconeix la naturalesa del terreny de l'objectiu;
  - 2.250 m en un terreny sedimentari;
  - 4.750 m en un terreny cristal·lí;
- {\displaystyle \rho _{i}\,} : densitat de l'asteroide, en kg/m³ (i {\displaystyle m_{i}} la seva massa en kg)
- {\displaystyle \rho _{c}\,} : densitat de l'objectiu impactat, en kg/m³
- {\displaystyle \phi _{i}\,} : diàmetre del meteorit, en m
- {\displaystyle v_{i}\,} : velocitat del meteorit a l'impacte, en m/s
- {\displaystyle g\,} : acceleració de la gravetat de l'objectiu (igual a 9,81 m/s² en la Terra)
- {\displaystyle \theta \,} : angle de l'impacte, respecte a l'horitzontal. Per a l'impacte vertical, {\displaystyle \theta } = 90°

Tots els diàmetres, profunditats, gruixos i altures s'expressen en m.
La natura del cràter no passa directament des d'un cràter simple fins a un cràter complex amb un pic central. La transició és gradual. De la mateixa manera, quan el diàmetre final és més gran que:
- 10.200 m en un terreny sedimentari;
- 12.000 m en un terreny cristal·lí;

llavors el cràter assumeix una morfologia d'anell central.

#### Diàmetre del cràter transitori
{\displaystyle D_{tc}=1{,}161\cdot \left({\frac {\rho _{i}}{\rho _{c}}}\right)^{\frac {1}{3}}\cdot \phi _{i}^{0{,}78}\cdot v_{i}^{0{,}44}\cdot g^{-0{,}22}\cdot \sin ^{1 \over 3}(\theta )}

#### Profunditat del cràter transitori
{\displaystyle d_{tc}=0{,}356\cdot D_{tc}}

#### Diàmetre final del cràter
Si {\displaystyle D_{fr}<D_{sc}\,}, el cràter es simple i {\displaystyle D_{fr}=1{,}25\cdot D_{tc}}, segons Marcus, Melosh i Collins (2004)
En cas contrari, el cràter és complex i {\displaystyle D_{fr}=1{,}17\cdot D_{tc}^{1{,}13}\cdot D_{sc}^{-0{,}13}}, segons McKinnon i Schenk (1985)

#### Altura de les vores del cràter
{\displaystyle h_{fr}=0{,}07\cdot {\frac {D_{tc}^{4}}{D_{fr}^{3}}}}
Vàlid per a cràters simples i complexos.

#### Gruix de les bretxes
Per a un cràter simple:
{\displaystyle t_{br}=0{,}0896\cdot D_{fr}^{3}\left({\frac {d_{tc}+h_{fr}}{d_{tc}\cdot D_{fr}^{2}}}\right)}
Per a un cràter complex:
{\displaystyle t_{m}=4\cdot {\frac {V_{m}}{\pi \cdot D_{tc}^{2}}}}, amb
- {\displaystyle V_{m}=8{,}9\cdot 10^{-12}\cdot E\cdot \sin(\theta )}, el volum de les bretxerr (en {\displaystyle m^{3}}),
- {\displaystyle E={\frac {1}{2}}m_{i}\cdot v_{i}^{2}}, l'energia de l'impacte (en J).

### Profunditat final d'un cràter lunar
Aquesta és la distància entre la part superior de les vores del cràter (línia de cresta) i la part superior de la lent de bretxa que cobreix el fons del cràter.
Per a un cràter simple:
{\displaystyle d_{fr}=d_{tc}+h_{fr}-t_{br}\,}
Per a un cràter complex:
{\displaystyle d_{fr}=50{,}36\cdot D_{fr}^{0{,}3}\,}
No és possible deduir el gruix de la capa de roques fusionades {\displaystyle t_{m}\,} a partir de la fórmula anterior per a cràters complexos.

## Vocabulari relacionat amb els cràters d'impactes
L'estudi dels cràters generats per impactes de meteorits requereix l'ús d'un vocabulari i definicions per descriure adequadament les seves característiques geomètriques.
El 1998, després el 2004, els científics van establir les principals definicions que descriuen els diferents paràmetres i formes dels cràters d'impacte. Encoratgen intensament a les persones que estudien els impactes a utilitzar la mateixa terminologia. El 2005, alguns d'aquests autors van realitzar un programa per calcular els efectes d'un impacte, fer alguns ajusts a aquestes definicions i afegir-ne de noves. Aquestes definicions es reprodueixen aquí. Les definicions (en cursiva) es donen en el text que descriu les diferents etapes de la formació del cràter. També es dona la traducció a l'anglès (també en cursiva) per ajudar a llegir les publicacions científiques, que sovint estan escrites en aquest idioma.

### Definicions de termes

Animació mostrant l'impacte i la posterior formació del cràter (Universitat d'Arizona, Space Imagery Center)

Quan el meteorit arriba al sòl, penetra ràpidament i es vaporitza sota l'enorme energia de l'impacte. El sòl es comporta com un material elàstic (a la seva mesura) i s'enfonsa profundament, tot evaporant-se i fracturant-se. Després d'uns segons, el forat arriba a la seva dimensió màxima, és el «cràter transitori».
Després, el sòl retorna al seu lloc, és el «rebot» (rebound). Al final, només hi ha un «cràter final» (final crater), la forma del qual depèn del volum del subsòl vaporitzat i expulsat («ejeccions»), la compressió residual a les roques, la potència del rebot, i els esllavissaments de terrenys i caigudes de les parets. El cràter final trigarà unes setmanes o mesos a estabilitzar-se abans que comenci l'erosió.
És l'angle amb què el meteorit colpeja el sòl el que afecta la forma del cràter, no la forma del meteorit. Com més rasant sigui l'angle, més allargat serà el cràter, però es per sota d'un angle de 45 ° quan l'allargament és més visible.
Actualment, la majoria dels grans cràters només són visibles en la seva forma erosionada i només es pot mesurar un «cràter aparent» (apparent crater), la forma del qual és més o menys visible segons el grau d'erosió, recarregues en sediments o moviments del subsòl.
Durant el rebot, i quan la mida del cràter és suficient, el centre augmenta més que l'entorn, igual que una gota d'aigua. Es forma un «aixecament central» (central uplift), més o menys important, que pot pujar més alt que el fons del cràter. Es forma un «pic central» (central peak) que és més o menys pronunciat.

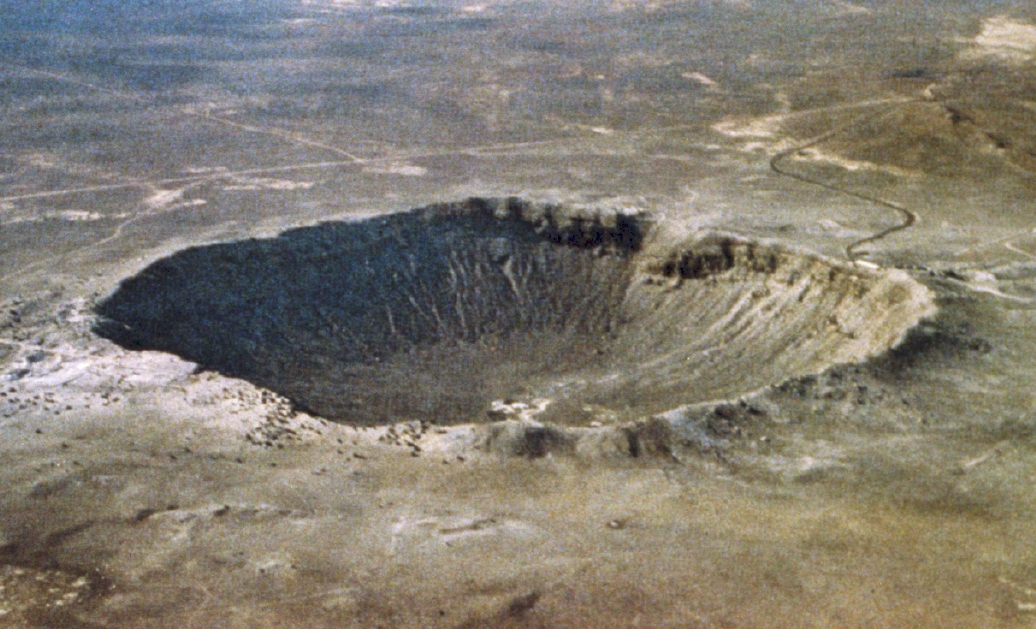
Cràter simple (Meteor Crater, USA)
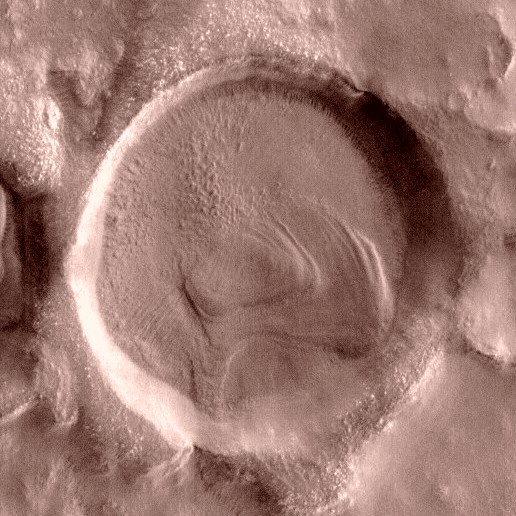
Cràter de transició (Mart)
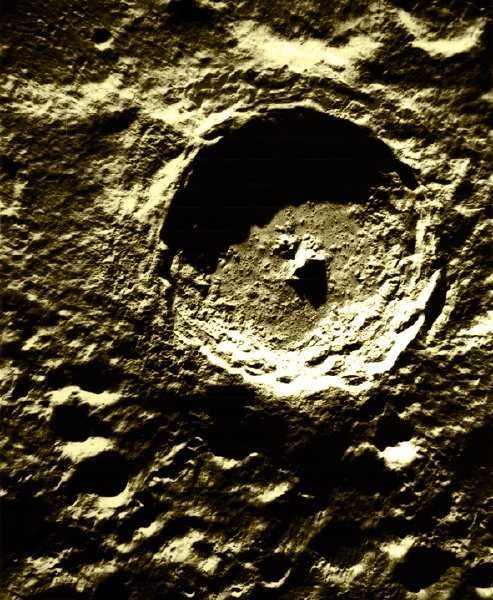
Cràter complex amb pic central (Tycho, Lluna)
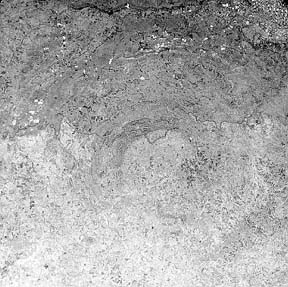
Cràter de múltiples anells (Vredefort, Terra)
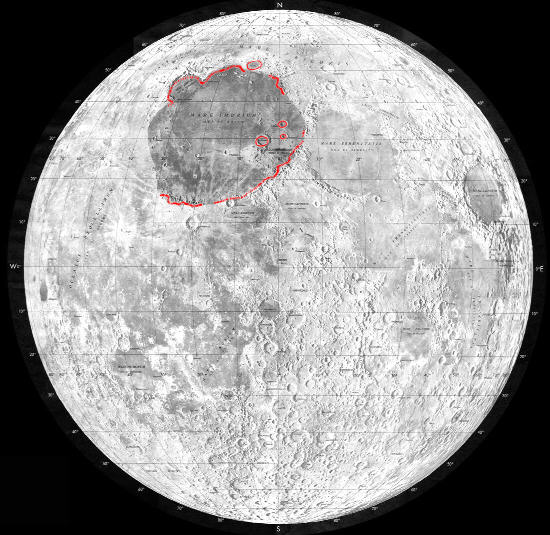
Conca (Mare Imbrium, Lluna)

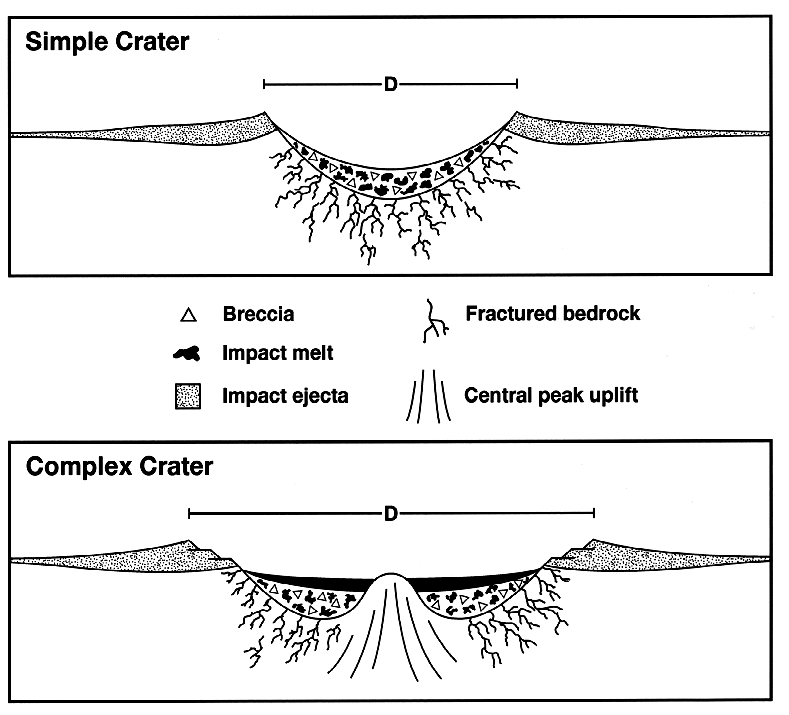
Cràter simple amb forma de bol amb vores elevades. Cràter complex més gran amb un pic central, terrasses i dipòsits

Un cràter amb un pic central s'anomena «cràter complex» (complex crater), en contrast amb el «cràter simple» (simple crater) que no el té. A la pràctica, a la Terra, el cràters amb un diàmetre final Dfr inferior a 3,2 km són simples, i amb un diàmetre més gran són complexos (corresponents a un diàmetre transitori Dtc d'uns 2,6 km).
La transició d'un cràter simple a un cràter complex no passa de sobte. Entre el cràter simple amb una cavitat en forma de bol i el cràter complex amb el pic central, hi ha el «cràter de transició» (transition crater), que té una forma que s'assembla a un bol amb un fons pla.
En impactes molt grans, el pic central es pot elevar per sobre de la seva alçada d'estabilitat i caure de nou, creant un «cràter de múltiples anells» (multi-ring crater), que és un tipus de cràter complex. El pic central es reemplaça per una estructura anular central més o menys pronunciada, l'«anell central» (peak ring).
Quan el meteorit és prou gran per foradar l'escorça i provocar vessaments magmàtics, es coneix com a «conca» (basin), i ja no és un cràter.

### Altres termes
El conjunt de ratlles disposades radialment al voltant del cràter s'anomena «estructura radiada» (ray system). Com que aquesta estructura s'estén més enllà del cràter, no forma part d'ell, sinó que és un dels elements constitutius de l'astroblema. La seva existència és efímera a la Terra a causa de l'erosió que ràpidament esborra les seves empremtes. Es a la Lluna i en menor mesura a Mart (sempre a causa de l'erosió) on aquestes estructures són més visibles.

## Els cràters d'impacte en cossos planetaris del sistema solar
El 2019, els cossos del sistema solar amb cràters amb nom són Amaltea (2), Ariel (17), Cal·listo (142), Caront (6), Ceres (115), Dàctil (2), Deimos (2), Dione (73), Encèlad (53), Epimeteu (2), Eros (37), Europa (41), Febe (24), Fobos (17), Ganímedes (132), Gaspra (31), Hiperió (4), Ida (21), Itokawa (10), Janus (4), Japet (58), Lluna (1624), Lutècia (19), Mart (1124), Mathilde (23), Mercuri (402), Mimas (35), Miranda (7), Oberó (9), Plutó (2), Proteu (1), Puck (3), Rea (128), Šteins (23), Tebe (1), Terra (190), Tetis (50), Tità (11), Titània (15), Tritó (9), Umbriel (13) i Venus (900) i Vesta (90).

### Els cràters d'impacte més grans del sistema solar
| Nom                      | Cos       | Diàmetre (km) | Coordenades                              | Notes                             |
| ------------------------ | --------- | ------------- | ---------------------------------------- | --------------------------------- |
| Conca Boreal (disputat)  | Mart      | 10.600        | 67° N, 208° E / 67°N,208°E               |                                   |
| Conca del pol sud-Aitken | Lluna     | 2.500         | 53° S, 169° O / 53°S,169°O               |                                   |
| Hellas Basin             | Mart      | 2.100         | 42° 24′ S, 70° 30′ E / 42.4°S,70.5°E     |                                   |
| Caloris Basin            | Mercuri   | 1.550         | 30° 30′ N, 189° 48′ O / 30.5°N,189.8°O   |                                   |
| Mare Imbrium             | Lluna     | 1.100         | 32° 48′ N, 15° 36′ O / 32.8°N,15.6°O     |                                   |
| Isidis Planitia          | Mart      | 1.100         | 12° 54′ N, 87° 00′ E / 12.9°N,87.0°E     |                                   |
| Mare Tranquillitatis     | Lluna     | 870           | 8° 30′ N, 31° 24′ E / 8.5°N,31.4°E       |                                   |
| Argyre Planitia          | Mart      | 800           | 49° 42′ S, 316° 00′ E / 49.7°S,316.0°E   |                                   |
| Rembrandt                | Mercuri   | 715           | 33° 12′ S, 271° 48′ O / 33.2°S,271.8°O   |                                   |
| Mare Serenitatis         | Lluna     | 700           | 28° 00′ N, 17° 30′ E / 28.0°N,17.5°E     |                                   |
| Mare Nubium              | Lluna     | 700           | 21° 18′ S, 16° 36′ O / 21.3°S,16.6°O     |                                   |
| Beethoven                | Mercuri   | 625           | 20° S, 124° O / 20°S,124°O               |                                   |
| Valhalla                 | Cal·listo | 600           | 14° 42′ N, 56° 00′ O / 14.7°N,56°O       | Té anells de 4.000 km de diàmetre |
| Hertzsprung              | Lluna     | 590           | 1° 22′ N, 128° 40′ O / 1.37°N,128.66°O   |                                   |
| Turgis                   | Jàpet     | 580           | 16° 54′ N, 28° 24′ O / 16.9°N,28.4°O     |                                   |
| Apollo                   | Lluna     | 540           | 36° 06′ S, 151° 48′ O / 36.1°S,151.8°O   |                                   |
| Engelier                 | Jàpet     | 504           | 40° 30′ S, 264° 42′ O / 40.5°S,264.7°O   |                                   |
| Mamaldi                  | Rea       | 480           | 14° N, 184° O / 14°N,184°O               |                                   |
| Huygens                  | Mart      | 470           | 13° 54′ S, 304° 24′ O / 13.9°S,304.4°O   |                                   |
| Schiaparelli             | Mart      | 470           | 2° 42′ S, 16° 42′ E / 2.7°S,16.7°E       |                                   |
| Rheasilvia               | (4) Vesta | 460           | 75° S, 301° E / 75°S,301°E               |                                   |
| Gerin                    | Jàpet     | 445           | 45° 36′ S, 233° 00′ O / 45.6°S,233°O     |                                   |
| Odysseus                 | Tetis     | 445           | 32° 49′ N, 128° 53′ O / 32.82°N,128.89°O |                                   |
| Korolev                  | Lluna     | 430           | 4° 00′ N, 157° 24′ O / 4.0°N,157.4°O     |                                   |
| Falsaron                 | Jàpet     | 424           | 33° 48′ N, 82° 36′ O / 33.8°N,82.6°O     |                                   |
| Dostoevskij              | Mercuri   | 400           | 45° 06′ S, 176° 24′ O / 45.1°S,176.4°O   |                                   |
| Menrva                   | Tità      | 392           | 20° 06′ N, 87° 12′ O / 20.1°N,87.2°O     |                                   |
| Tolstoj                  | Mercuri   | 390           | 16° 18′ S, 163° 30′ O / 16.3°S,163.5°O   |                                   |
| Goethe                   | Mercuri   | 380           | 81° 24′ N, 54° 18′ O / 81.4°N,54.3°O     |                                   |
| Malprimis                | Jàpet     | 377           | 15° 12′ S, 118° 12′ O / 15.2°S,118.2°O   |                                   |
| Tirawa                   | Rea       | 360           | 34° 12′ N, 151° 42′ O / 34.2°N,151.7°O   |                                   |
| Mare Orientale           | Lluna     | 350           | 19° 24′ S, 92° 48′ O / 19.4°S,92.8°O     | Té anells de 930 km de diàmetre   |
| Evander                  | Dione     | 350           | 57° S, 145° O / 57°S,145°O               |                                   |
| Epigeus                  | Ganimedes | 343           | 22° 58′ N, 180° 39′ O / 22.96°N,180.65°O |                                   |
| Gertrude                 | Titània   | 326           | 15° 48′ S, 287° 06′ E / 15.8°S,287.1°E   |                                   |
| Telemus                  | Tetis     | 320           | 34° 32′ S, 356° 53′ O / 34.53°S,356.89°O |                                   |
| Asgard                   | Cal·listo | 300           | 32° 12′ N, 139° 54′ O / 32.2°N,139.9°O   | Té anells de 1.400 km de diàmetre |
| Vredefort                | Terra     | 300           | 27° 00′ S, 27° 30′ E / 27°S,27.5°E       |                                   |
| Kerwan                   | Ceres     | 284           | 11° 28′ S, 122° 35′ E / 11.47°S,122.58°E |                                   |
| Powehiwehi               | Rea       | 271           | 8° 12′ S, 280° 24′ O / 8.2°S,280.4°O     |                                   |

Hi ha aproximadament 12 cràters d'impacte/conques més grans de 300 km a la Lluna, 5 a Mercuri i 4 a Mart. En les llunes de Saturn Dione, Rea i Jàpet també es poden trobar grans conques, algunes sense nom però majoritàriament més petites que 300 km.

### Els cràters d'impacte de Mercuri
El planeta Mercuri gairebé no té atmosfera i, per tant, el seu sòl presenta un aspecte que en res difereix del de la Lluna; la superfície de Mercuri està totalment esquitxada de cràters d'impacte.

### Els cràters d'impacte de Venus
A Venus existeixen al voltant d'un miler de cràters d'impacte amb grandàries que varien entre 1,5 i 280 km. No n'hi ha amb un diàmetre menor a causa que la seva atmosfera gruixuda i densa fa que els meteorits tendeixin a esclatar o desintegrar-se quan penetren a la seva atmosfera i, per tant, els objectes més petits no solen arribar al sòl i només sobreviuen aquells meteorits que són superiors a una mida crítica. Un exemple és el cràter Maria Celeste, amb 96,6 km de diàmetre.

### Els cràters d'impacte de la Terra

Mapa mundial en projecció rectangular d'Earth Impact Database (base de dades d'impactes de la Terra) al novembre de 2017

Hi ha dos tipus d'objectes celestes que poden xocar amb el nostre planeta, els asteroides i els cometes:
- els asteroides estan formats per roques i metalls. La seva densitat varia entre 2.000 i 8.000 kg/m³, i la seva velocitat a l'entrada de l'atmosfera és entre 11 i 21 km/s.
- els cometes estan essencialment composts de gel. La seva densitat és entre 500 i 1.500 kg/m³, i la seva velocitat a l'entrada de l'atmosfera és entre 30 i 72 km/s.

Altres objectes, no observats fins a la data, poden impactar potencialment a la Terra. Són objectes interestel·lars. La seva velocitat és superior a 72 km/s (en cas contrari orbitarien al voltant del Sol). Degut al seu origen, la seva naturalesa i densitat són desconegudes.
Malgrat la seva atmosfera molt més densa que la de Mart, la Terra no ha escapat al bombardeig meteorític. El geòleg Charles Frankel dona algunes estimacions estadístiques sobre les freqüències d'impacte:
- De 100 a 200 milions d'anys per a asteroides de 10 km de diàmetre, corresponents a la mida de Chicxulub.
- 25 milions d'anys per a un projectil de 5 km de diàmetre, la força d'impacte del qual podria destruir la civilització humana.
- Un milió d'anys per als bòlids d'1 km de diàmetre.
- 100.000 anys per a objectes que mesuren 500 metres de diàmetre.
- cada 5.000 per asteroides de 100 metres de diàmetre.

Els impactes que han deixat grans cràters (més de 100 km de diàmetre) han implicat en l'evolució de les espècies vivents; per exemple, l'impacte que va generar el cràter Chicxulub va contribuir a l'extinció massiva entre el Cretaci i el Terciari, on els dinosaures van ser les víctimes més famoses. També s'ha descobert que diversos dipòsits de riqueses metàl·liques estan lligats a impactes, com els dipòsits d'or i platí de la conca de Sudbury, Canadà.
El cràter d'impacte més jove de la Terra és el del meteorit de Carancas, que el 15 de setembre de 2007 va formar un cràter de 13 m de diàmetre al Perú. Fins fa molt poc, el cràter més antic conegut era el cràter de Vredefort (Sud-àfrica), datat fa 2.023 milions d'anys, era el cràter més gran mai registrat a la Terra amb un diàmetre d'uns 300 km. El 2012, el descobriment del cràter de Maniitsoq, que data de 3 mil milions d'anys, el converteix en el cràter més antic conegut.
Les condicions peculiars de la Terra degraden ràpidament els cràters:
- la Terra té una atmosfera molt protectora, de manera que la majoria dels meteorits de menys de 10 m de diàmetre no arriben al sòl. Els meteorits més grans (fins a 20 m) exploten en vol i els seus fragments són massa lents i no tenen prou energia per deixar grans cràters. En qualsevol cas, les temperatures i pressions a les quals se sotmet l'objecte són extremadament altes. Els meteorits del tipus de condrita o condrita carbonatada es poden destruir fins i tot abans de tocar el sòl, però els asteroides ferrosos són més resistents i poden explotar violentament a conseqüència de l'impacte a la superfície de la Terra;
- la Terra sofreix erosió per l'escorrentia de l'aigua, i per l'efecte del vent. Sovint a la Terra els cràters, després d'un cert període durant el qual el substrat s'ha impermeabilitzat per haver-se dipositat fang o altres substàncies impermeables, s'omplen d'aigua i s'observa la formació d'un llac;
- la vida, un fenomen que ha aparegut a la Terra amb una magnitud única en el sistema solar, accelera enormement la velocitat de sedimentació a l'aigua i a la superfície genera l'acumulació de capes vegetals, que cobreixen els cràters;
- La tectònica encara està activa; una gran part de la superfície terrestre es renova constantment, reemplaçant a la que desapareix. En alguns, casos els fluxos de lava tendeixen a amagar o enterrar els cràters d'impacte;
- el 70% de la superfície del planeta està cobert d'aigua, que mitiga els efectes de l'impacte.

Tot això fa que en la Terra, els cràters d'impacte siguin difícils d'identificar. La superfície d'antics cràters de la terra poden desaparèixer deixant només rastres de la seva existència. Només s'han inventariat uns centenars presumptament meteorítics, entre els quals prop de 170 ho són certament o amb molta probabilitat. Fins a la dècada del 1960, el començament de l'era espacial, eren, amb rares excepcions, relacionats amb els fenòmens volcànics. Els avenços realitzats pels estudis espacials, el desenvolupament d'imatges geològiques, imatgeria per satèl·lit i la geofísica, ha permès als geòlegs corregir les velles confusions a poc a poc, tot multiplicant nous descobriments.
A la Terra, el reconeixement dels cràters d'impacte és una branca de la geologia, i està relacionada amb la geologia planetària en l'estudi d'altres mons. De molts cràters proposats, es confirmen pocs.

### Els cràters d'impacte de la Lluna
La Lluna, que té poca aigua, una atmosfera insignificant i sense formes de vida, conserva les cicatrius deixades per tots els impactes que ha rebut des que la seva tectònica es va congelar. Això dona una bona indicació de la quantitat d'objectes celestials que han caigut a la Terra.
Crivellat per projectils celestes de totes les mides, el sòl lunar presenta actualment milions de cràters que tenen un diàmetre comprès entre alguns centímetres fins a centenars de quilòmetres. Com la caiguda dels meteorits ha ocorregut des de fa milers de milions d'anys, molts cràters recents s'han format en l'estructura d'altres anteriors.

### Els cràters d'impacte de Mart

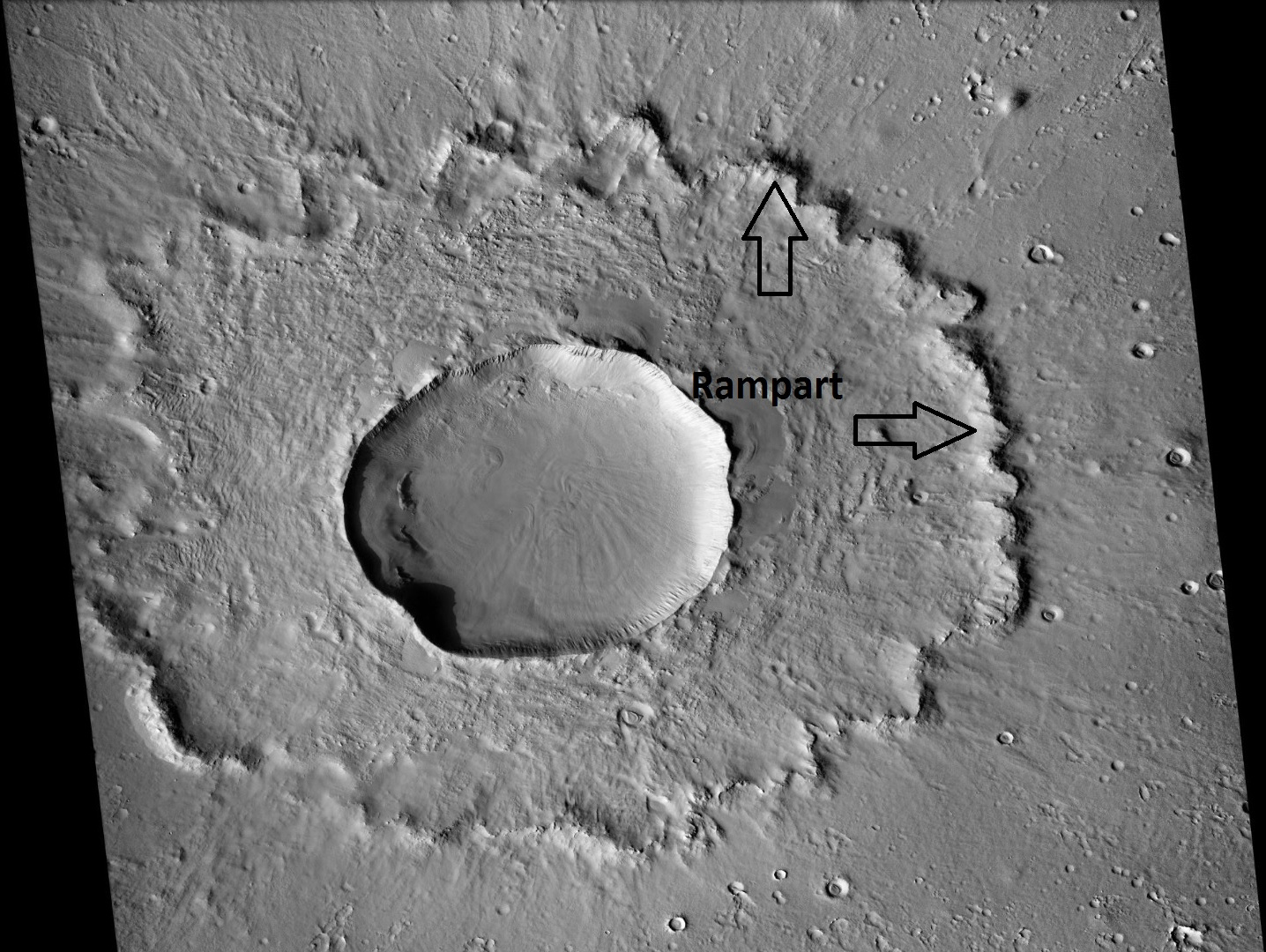
Cràter de muralla de tipus ejecció d'una sola capa. Les fletxes indiquen la vora externa, anomenada «muralla»

Mart té una atmosfera que ha pogut ser franquejada per un nombre de meteorits proporcionalment menor que el dels que han crivellat el sòl lunar, però més gran que el dels que han caigut sobre la Terra en el mateix temps. D'altra banda, per tènue que sigui la seva atmosfera, ella ha exercit durant milions d'anys una acció erosiva que ha fet vessar molts cràters menors i desgastat les muralles dels grans cràters.
El sòl marcià conserva actualment un gran nombre de cràters, però no està esquitxat enterament com la Lluna o Mercuri. A causa de les moltes missions que estudien Mart des dels anys 60, tenim una bona cobertura de la seva superfície.
Molts dels cràters de Mart són diferents de la nostra Lluna i altres llunes, ja que Mart conté gel sota terra, especialment en latituds superiors. Alguns dels tipus de cràters que tenen formes especials per impacte en terrenys rics en gel són: 
- cràter de pedestal,
- cràter de muralla,
- cràter expandit,
- cràter de LARLE.